# Quem Tem Medo de Curupira?
Quem Tem Medo de Curupira? é um musical infanto-juvenil escrito pelo cantor e compositor maranhense Zeca Baleiro em 2010, e que em 2016 virou um livro, sob o selo Companhia das Letrinhas.

## O Musical
| Críticas profissionais | Críticas profissionais |
| Avaliações da crítica  | Avaliações da crítica  |
| Fonte                  | Avaliação              |
| ---------------------- | ---------------------- |
| Veja SP                | [ 1 ]                  |

Quem Tem Medo de Curupira? foi escrita por Zeca Baleiro em 1988, sendo, assim, a primeira peça escrita por ele.
O espetáculo é um musical que resgata o universo fantástico do folclore brasileiro por meio de lendas protagonizadas pelos personagens Curupira, Boitatá, Caipora, Yara e Saci.
Acreditando terem sido esquecidas pelas pessoas do século 21, elas resolvem fazer uma viagem até a cidade grande com o propósito de resgatar sua popularidade e auto-estima.
Teve direção de Débora Dubois e cenografia de Duda Arruk.

### Ficha Técnica
- Autoria e trilha sonora: Zeca Baleiro
- Direção: Débora Dubois
- Elenco: Daniel Infantini, Danilo Grangheia, Flávio Rodrigues, José Renato Mangaio, Lavínia Lorenzon e Thais Pimpão
- Direção musical: Zeca Baleiro e Érico Theobaldo
- Equipe musical: Zeca Baleiro (violão, baixo e teclados), Érico Theobaldo (programações, teclados e samplers), Tuco Marcondes (violão, guitarra e ukulele), Pedro Cunha (teclados e acordeon), Fernando Nunes (baixo), Hugo Hori (sax e flauta) e Leonardo Nakabayashi (mixagem)
- Assistência de direção: Elidia Novaes
- Cenografia: Duda Arruk
- Assistência de cenografia: Mina Huggerth e Elaine Terrin
- Produção cenográfica: Cecília Cabañas
- Figurinos: Isabela Teles e Edson Braga
- Iluminação: Wagner Pinto
- Coreografia: Deise Alves e Letícia Doretto
- Abordagem Pedagógica: Mariana Americano
- Direção de produção e administração: Cenne Gots
- Assistência de produção: Natália Duarte
- Fotografia: João Caldas

### Prêmios e Indicações
| Ano  | Prêmio                                                | Categoria                                              | Indicação                  | Resultado | Ref   |
| ---- | ----------------------------------------------------- | ------------------------------------------------------ | -------------------------- | --------- | ----- |
| 2010 | 18ª edição do Prêmio FEMSA de Teatro Infantil e Jovem | "Melhor Espetáculo Jovem"                              | Quem Tem Medo de Curupira? | Venceu    | [ 3 ] |
| 2010 | 18ª edição do Prêmio FEMSA de Teatro Infantil e Jovem | "Melhor Trilha Sonora - Música Originalmente Composta" | Zeca Baleiro               | Venceu    | [ 3 ] |
| 2010 | 18ª edição do Prêmio FEMSA de Teatro Infantil e Jovem | "Melhor Ator Coadjuvante"                              | Danilo Grangheia           | Venceu    | [ 3 ] |

### Trilha-Sonora
A Trilha-Sonora do espetáculo, que foi agraciada com o Prêmio FEMSA de Teatro Infantil e Jovem, foi lançada em CD em 2011, com o selo Saravá Discos.
Zeca Baleiro canta somente nas faixas 1, e na faixa 19, mas nesta no papel de "Rapper".

#### Faixas
Todas as faixas foram compostas por Zeca Baleiro.
| N.º | Título                                    | Interpretada por      | Duração |  |
| 1.  | "Abertura (Vinheta)"                      |                       | 0:20    |  |
| 2.  | "A Dança das Criaturas da Mata (Vinheta)" |                       | 2:04    |  |
| 3.  | "Pra Quem Não Conhece"                    | João Serra Madeira    | 3:44    |  |
| 4.  | "Pras Bandas da Capital"                  |                       | 1:11    |  |
| 5.  | "A Viagem"                                |                       | 1:34    |  |
| 6.  | "Pé de Jacarandá"                         |                       | 1:58    |  |
| 7.  | "Prum Lado pro Outro"                     | Saci                  | 1:54    |  |
| 8.  | "Coco de Chapar o Coco"                   | Johnny Curumim e Saci | 1:32    |  |
| 9.  | "Musiquinha de Realejo (Vinheta)"         |                       | 0:49    |  |
| 10. | "Iara"                                    | Mãe-D’água            | 2:27    |  |
| 11. | "Nós Somos Monstros"                      | Boitatá e Caipora     | 1:21    |  |
| 12. | "Fogo-Pagou"                              | Boitatá               | 1:58    |  |
| 13. | "A Tarde"                                 | Johnny Curumim e Coro | 2:55    |  |
| 14. | "Lovely Girl"                             | Johnny Curumim e Coro | 1:39    |  |
| 15. | "Horrível"                                |                       | 2:39    |  |
| 16. | "O Medo"                                  | Curupira e Coro       | 1:41    |  |
| 17. | "Viver na Cidade"                         | Curupira              | 1:09    |  |
| 18. | "Como É Que Vai Ficar"                    |                       | 1:52    |  |
| 19. | "Bagúio Lôko"                             | Rapper                | 2:44    |  |
| 20. | "Será Que É Tupã"                         |                       | 2:33    |  |

#### Créditos Musicais
- Zeca Baleiro - Vocais, violão, cavaquinho, baixo e teclados
- Tuco Marcondes - violão, guitarra e ukelele
- Érico Theobaldo - samplers, programação, baixo e teclados
- Pedro Cunha - teclados e acordeon
- Fernando Nunes - baixo
- Leonardo Shina - samplers
- Adriano Magoo, Hugo Hori, Luciana Fisher, Lucinha Turnbull - Back Vocals

## Livro
O espetáculo virou livro em 2016. Ele faz parte da coleção Fora de cena, da Cia das Letrinhas, e foi organizado pela jornalista e crítica de teatro Gabriela Romeu e recebeu ilustrações de Raul Aguiar.

### Sinopse
| “ | O maior medo dos seres da mata é cair no esquecimento. O que seria da Mãe-D’água sem jogar seus feitiços, do Curupira sem pitar seu cachimbo e do Saci sem pregar peças? Aflitos com a falta de visitas na floresta, eles decidem ir à cidade para recuperar a fama e voltar a fazer parte da imaginação de crianças e adultos. Mas, para isso, vão precisar se adaptar à selva de pedra. O pop e o popular, o tradicional e o contemporâneo, o urbano e o rural são algumas das mesclas que aparecem em "Quem Tem Medo de Curupira?", um musical escrito pelo cantor e compositor maranhense Zeca Baleiro. | ” |

### Prêmios e Indicações
| Ano  | Prêmio      | Categoria                                  | Livro                      | Resultado | Ref         |
| ---- | ----------- | ------------------------------------------ | -------------------------- | --------- | ----------- |
| 2016 | Prêmio APCA | "Melhor Livro - Literatura Infantojuvenil" | Quem Tem Medo de Curupira? | Venceu    | [ 7 ] [ 2 ] |